# Le Démon de midi (bande dessinée)
Pour les articles homonymes, voir Le Démon de midi.
Le Démon de midi ou « Changement d'herbage réjouit les veaux » est une bande dessinée humoristique écrite, dessinée et mise en couleur par Florence Cestac, publiée en 1996 par la maison d'édition Dargaud. L'héroïne de l'histoire, Noémie, est confrontée à une mésentente dans son couple et comprend que son conjoint la trompe. Cette œuvre obtient un important succès critique et public et fait l'objet d'une adaptation au théâtre puis en film.

## Synopsis
Noémie, âgée de quarante ans, est mariée et mère de famille. Son conjoint affichant une mauvaise humeur récurrente, elle finit par comprendre qu'il a une amante, ce que confirme l'intéressé : il entretient une liaison avec une femme de vingt-cinq ans. Noémie le met à la porte et se tourne vers ses amis pour supporter cette crise conjugale, tout en s'occupant de son enfant. À son tour, elle prend plusieurs amants et accepte la réconciliation que lui propose son compagnon, avant de découvrir qu'il continue sa relation extra-conjugale.

## Genèse
Florence Cestac est cofondatrice des éditions Futuropolis avec son compagnon Étienne Robial. Tous deux, écrasés par la gestion d'une entreprise de quatorze personnes, revendent leur entreprise à Gallimard. Futuropolis devient un label, dont Cestac et Robial conservent la direction. Après quelque temps, Cestac s'aperçoit que son compagnon a une liaison, ce qui entraîne une crise dans leur couple et les décide à quitter Gallimard.
Cestac est une auteure installée dans la profession avec plusieurs séries à succès, comme Harry Mickson et Les Déblok. Après la cession, elle entreprend plusieurs collaborations. Elle met cinq ans pour réaliser cette bande dessinée inspirée de sa propre expérience,.

## Accueil critique
Cet ouvrage marque une étape dans la carrière de Florence Cestac, en raison de sa tonalité adulte et de son important succès critique et public : il vaut à la créatrice l'Alph-Art de l'humour à Angoulême en 1997 ; en 2000, l'album représente 30 000 exemplaires vendus et fait l'objet d'une adaptation au théâtre du Splendid par Marie-Pascale Ostterieth et Michèle Bernier, puis au cinéma en 2005 sous le même titre (mais le film est un échec relatif) ; le spectacle, très apprécié, est toujours joué en 2018.
L'autrice signale, non sans ironie, que cet album créé par une femme pour évoquer les affres d'une femme devant l'adultère de son conjoint a été boudé par la presse féminine tandis qu'un jury largement masculin lui attribue une distinction culturelle,.
La situation des femmes dans la société représente un thème récurrent dans l'œuvre de Cestac, dont La Vie en Rose ou l'obsessionnelle poursuite du bonheur (1998). Cestac dépeint la condition féminine dans plusieurs récits : Le Démon de midi, qui « a vengé des générations entières de femmes trompées », Des Salopes et des Anges, qui constitue une leçon aux générations ayant oublié les combats pour l'IVG, Le Démon de l'après-midi puis Le Démon du soir ou la ménopause héroïque, où l'artiste dépeint une héroïne de 60 ans, accablée sous les responsabilités familiales et qui décide de se libérer.

## Postérité
Florence Cestac publie en 2005 un nouvel album sur Les Démons de l'existence : Le Démon d'après midi..., qui voit le retour de Noémie et son entourage dix ans après les évènements du Démon de midi. 